# Дан Каґхелланд
Дан Каґхелланд (нід. Daan Kagchelland, 25 березня 1914 — 24 грудня 1998) — нідерландський яхтсмен.
Олімпійський чемпіон 1936 року в класі О-Йолле.